# Saavedra (município)

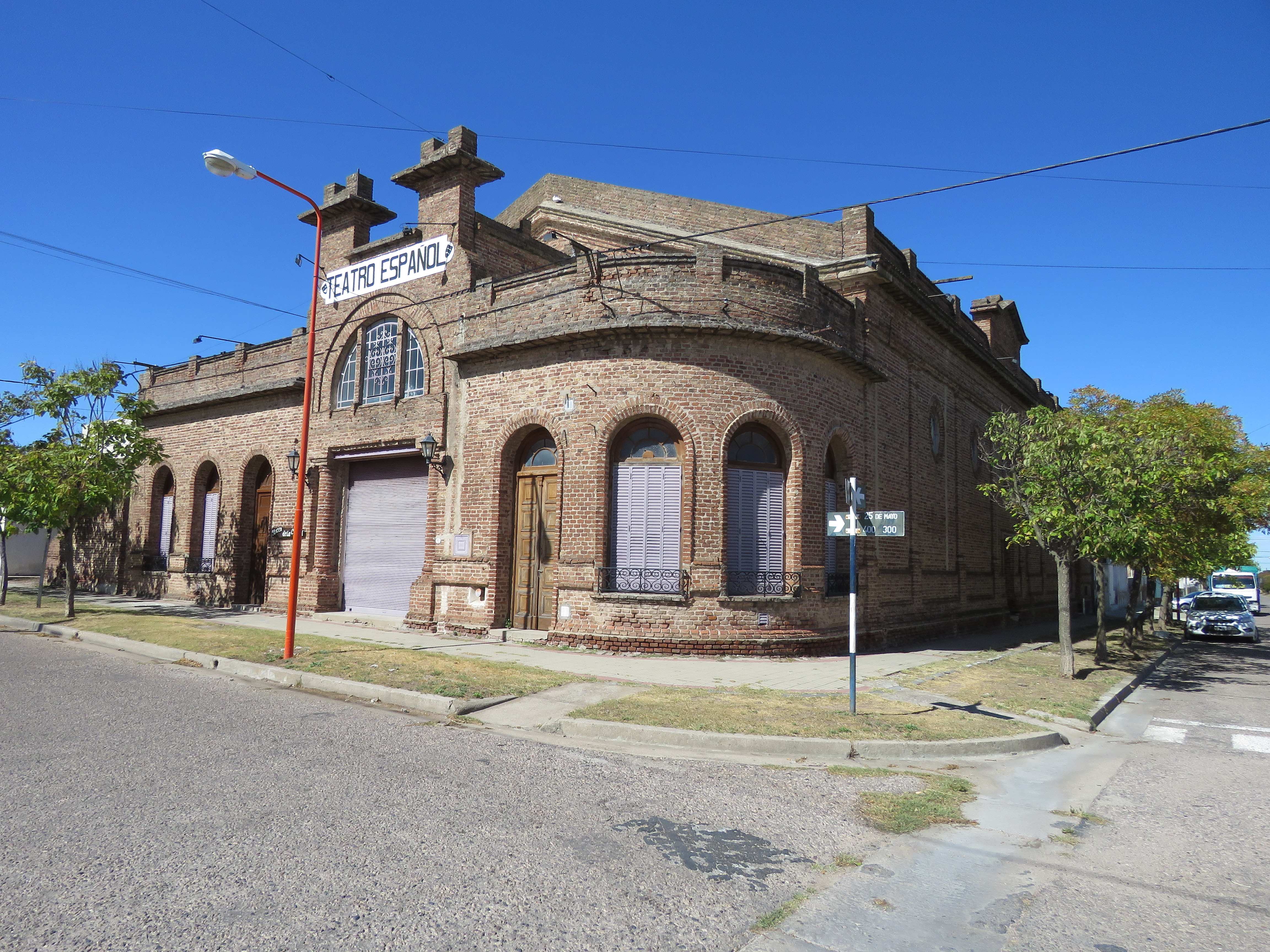
Teatro em Saavedra

Saavedra é um partido (município) da província de Buenos Aires, na Argentina. Possuía, de acordo com estimativa de 2019, 21.847 habitantes.